# Straton I. (Sidon)
Straton I. (auch Straton von Sidon; phönizisch Abdastart; † 358 v. Chr.) war von 376 bis 370 v. Chr. und von 361 bis 358 v. Chr. König der phönizischen Stadt Sidon.

## Regentschaft

### Ehrendekret zugunsten von Straton
Straton war zunächst Vasall unter dem persischen Großkönig Artaxerxes II. Für das Offenhalten der griechischen Handelswege nach Persien wurde er von Athen mit einem Dekret geehrt. Eine Datierung der Abfassung ist nicht möglich; das Dekret kann sowohl in der ersten als auch zu Beginn der zweiten Amtsperiode verfasst worden sein.

„Er (Straton) unterstützte sehr erfolgreich die athenischen Gesandten, die im Auftrag des athenischen Volkes zum persischen Großkönig reisten. In Antwort auf das, was Straton, der König von Sidon, an guten Dingen den Athenern zukommen lassen wird, erhält der König von Sidon für sich und seine Nachkommen den Status eines athenischen Proxenos. Dieser Erlass wird innerhalb der nächsten zehn Tage auf einer Marmorstele eingeschrieben werden und ist auf der Akropolis von Sidon anzubringen. Aufgrund dieser Inschrift erhält er (Straton) zukünftig 30 Drachmen von zehn Talenten. Außerdem erhalten alle Bürger, die mit einer Erlaubnis des Königs nach Athen kommen, zur Ausübung des Handels ein Gastrecht. Alle die, die unter dieses Gastrecht fallen, dürfen nicht mit Steuern am Ort ihres Gastaufenthaltes belastet werden.“

### Bündnisbruch
Im Verlauf der Satrapenaufstände brach Straton sein Bündnis und schloss sich im Jahr 359 v. Chr. Pharao Tachos an, der in einer Allianz mit Chabrias und Agesilaos gegen Artaxerxes II. vorging. Tachos, der während des Feldzuges von Nektanebos II. entmachtet wurde, soll nach seiner Flucht von Straton Asyl erhalten haben. Im weiteren Verlauf der Satrapenaufstände starb Straton kurze Zeit später 358 v. Chr. etwa zeitgleich mit Nikokles, der ebenfalls gegen die persische Herrschaft revoltierte.

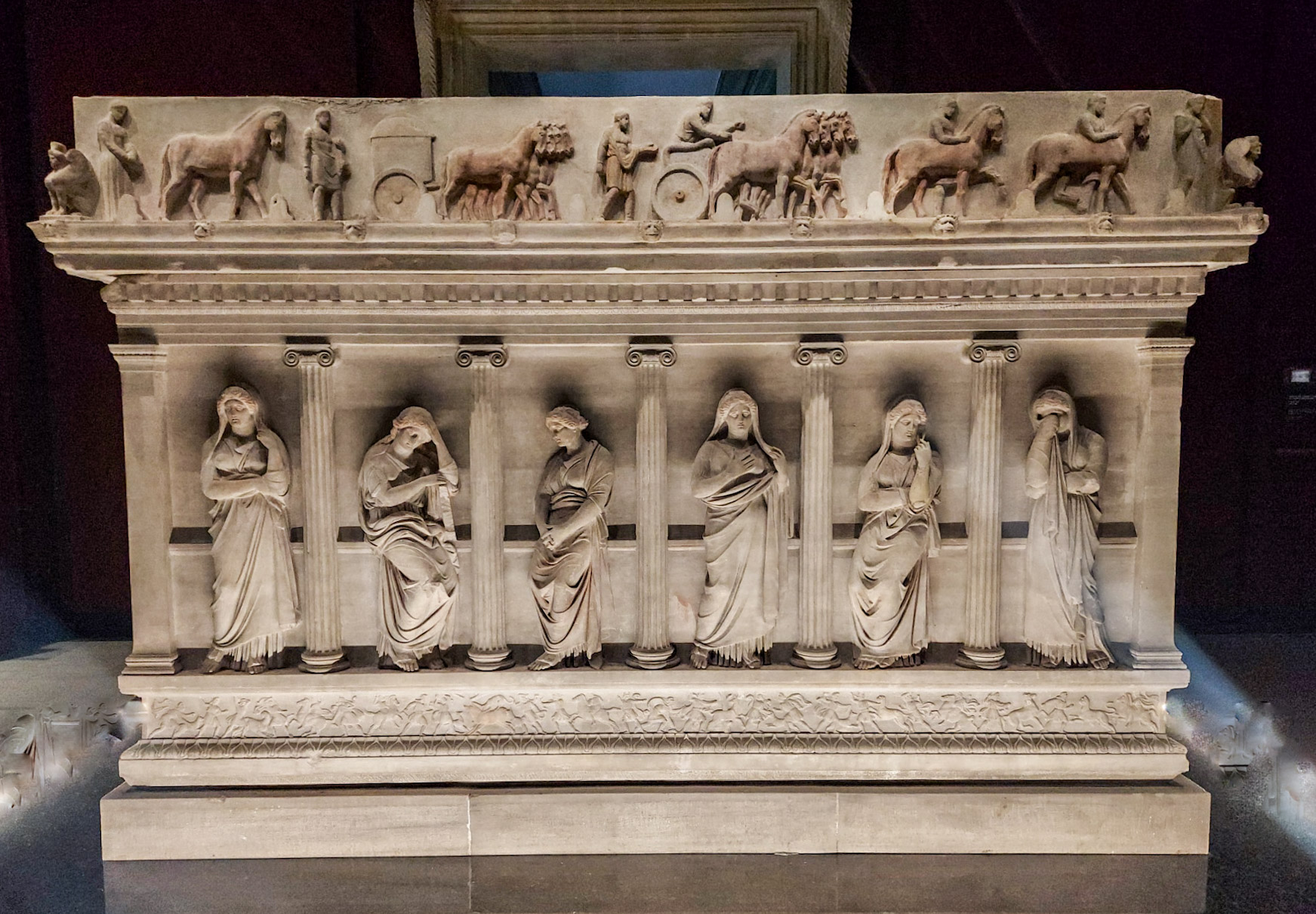
Der Klagefrauensarkophag, Archäologisches Museum Istanbul

Auf Straton I. folgte Tabnit (Tennes) als König von Sidon nach.

### Sarkophag
Der sogenannte Klagefrauensarkophag, der 1887 in der Königsnekropole von Sidon entdeckt wurde, wurde vermutlich für den Leichnam König Stratons I. in Auftrag gegeben. Die Reliefs an den Seiten dieses im hellenistischen Stil gefertigten Werkes zeigen Frauen, die um den Tod des Königs trauern, woher auch der Name des Sarges rührt. Er ist heute im archäologischen Museum von Istanbul neben anderen Särgen sidonischer Könige zu sehen.